# Pärlemor – Mother of Pearl
Pärlemor – Mother of Pearl är en svensk dokumentärfilm som hade premiär 10 februari 2019. Filmen är regisserad av Pernilla Hultén. 

## Handling
Filmen handlar om mångsysslaren Marianne Mörcks lång och framgångsrika artistliv. Pernilla Hultén har följt Marianne Mörck under tre år. 

## Medverkande
- Marianne Mörck – Sig själv
- Lars Humble – Sig själv
- Peter Jöback – Sig själv
- Lindy Larsson – Sig själv